# 루트비히 라이히하르트
루트비히 라이히하르트(독일어: Ludwig Leichhardt, 1813년 10월 23일 ~ 1848년 4월 3일경)는 독일의 지리학자이자, 탐험가이다. 오스트레일리아 대륙의 내륙 지역에서의 탐사를 2차례나 시도하며, 오스트레일리아 이주민들의 서부로의 진출에 발판을 놓은 인물이다.

## 생애
프로이센 왕국의 사브로트에서 태어난 그는 괴팅겐 대학교와 베를린 대학교에서 철학과 언어학, 자연과학을 공부하였고, 1837년에 잉글랜드로 이주하여, 런던에 있는 대영 박물관에서 근무하였다. 그 이후에는 프랑스의 파리와 캘리포니아 서부 해안의 항구인 로스앤젤레스(당시에는 멕시코령이었다.), 이탈리아 등을 방문하기도 하였다. 그 무렵에 오스트레일리아에 있는 영국령 식민지인 뉴사우스웨일스의 총독이 오스트레일리아의 내륙 지역인 아웃백에서의 탐사에 막대한 포상금을 걸자, 라이히하르트는 즉각 오스트레일리아로 가서, 1842년에 오스트레일리아 동부의 항구인 브리즈번을 출발해 오스트레일리아 대륙 북부의 포트에싱턴에 도달하였다. 이 첫번째 탐사를 마치고 1843년에 시드니로 돌아온다. 이때 막대한 포상금을 뉴사우스웨일스 총독부로부터 지급받은 그는 1848년에 총독부의 의뢰로 두번째 탐사에 나섰으나 그 해에 실종되었고, 같은 해 4월에 사망처리가 되었다. 그의 최후에 대해서는 탐험 도중 원주민들에게 살해당했다는 설과, 기아와 갈증으로 인해 사망했다는 설이 제기되고 있다.